# Siège de Dubrovnik
Pour les articles homonymes, voir Siège de Raguse.

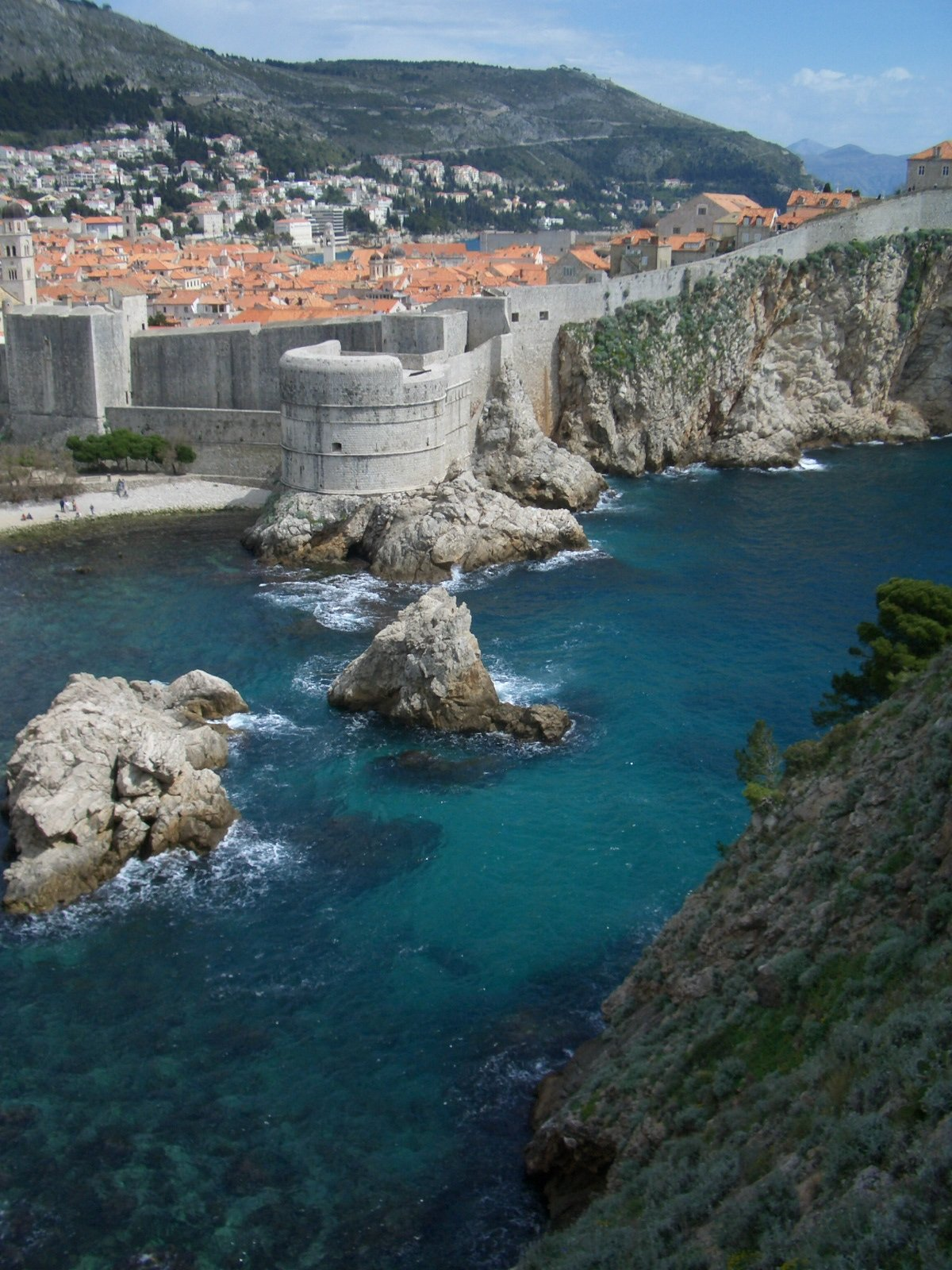
Dubrovnik

Le siège de Dubrovnik (en croate, Opsada Dubrovnika) est le nom de la bataille qui eut lieu pendant la guerre en Croatie, dans la ville de Dubrovnik et ses environs. Cette région fut attaquée par l’armée populaire yougoslave (JNA) et des forces paramilitaires constituées de volontaires Serbes et Monténégrins.
Les combats eurent lieu du 1er octobre 1991 au 26 mai 1992 aux abords de la ville de Dubrovnik, puis jusqu’en juillet 1992, date à laquelle la région repassa sous le contrôle des forces croates.

## Introduction
Durant l’époque communiste yougoslave, Dubrovnik, située à l'extrême sud de la Croatie, fut une des rares villes à ne pas posséder de casernes de l’armée populaire yougoslave (JNA) dans ses environs, pour cette raison, elle ne fut pas concernée par la bataille des casernes du mois de septembre 1991.
La situation géographique de Dubrovnik était particulièrement problématique, car ses voisins, la Bosnie-Herzégovine et le Monténégro faisaient encore partie de la république fédérative socialiste de Yougoslavie en 1991. De plus, le corridor de Neum, faisant partie de la Bosnie-Herzégovine isolait la région de Dubrovnik du restant de la Croatie. Ce qui signifiait qu’en cas d’attaque de l’armée populaire yougoslave (JNA) depuis les républiques voisines, les renforts et l’aide logistique était limité au ravitaillement qu’il est uniquement possible d’acheminer par voie maritime.

## Les effectifs

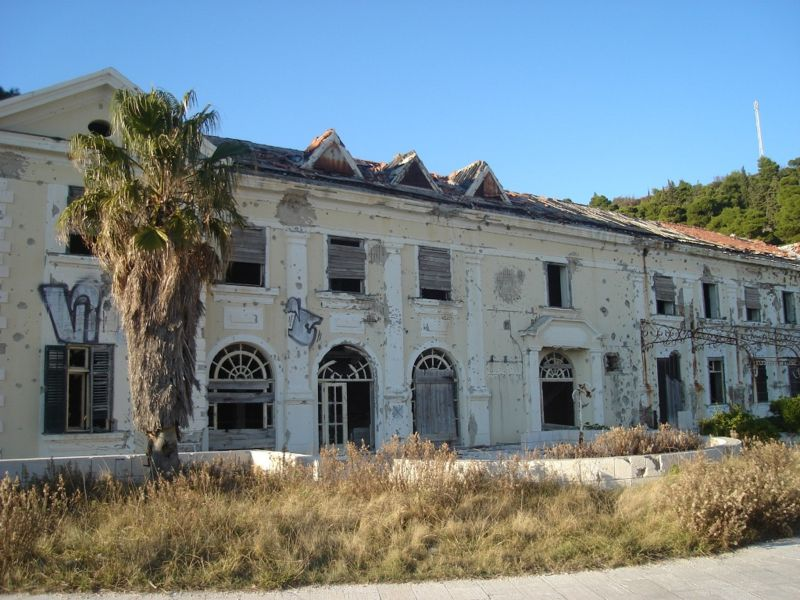
Les dommages de guerre (Le Grand Hôtel de Kupari)

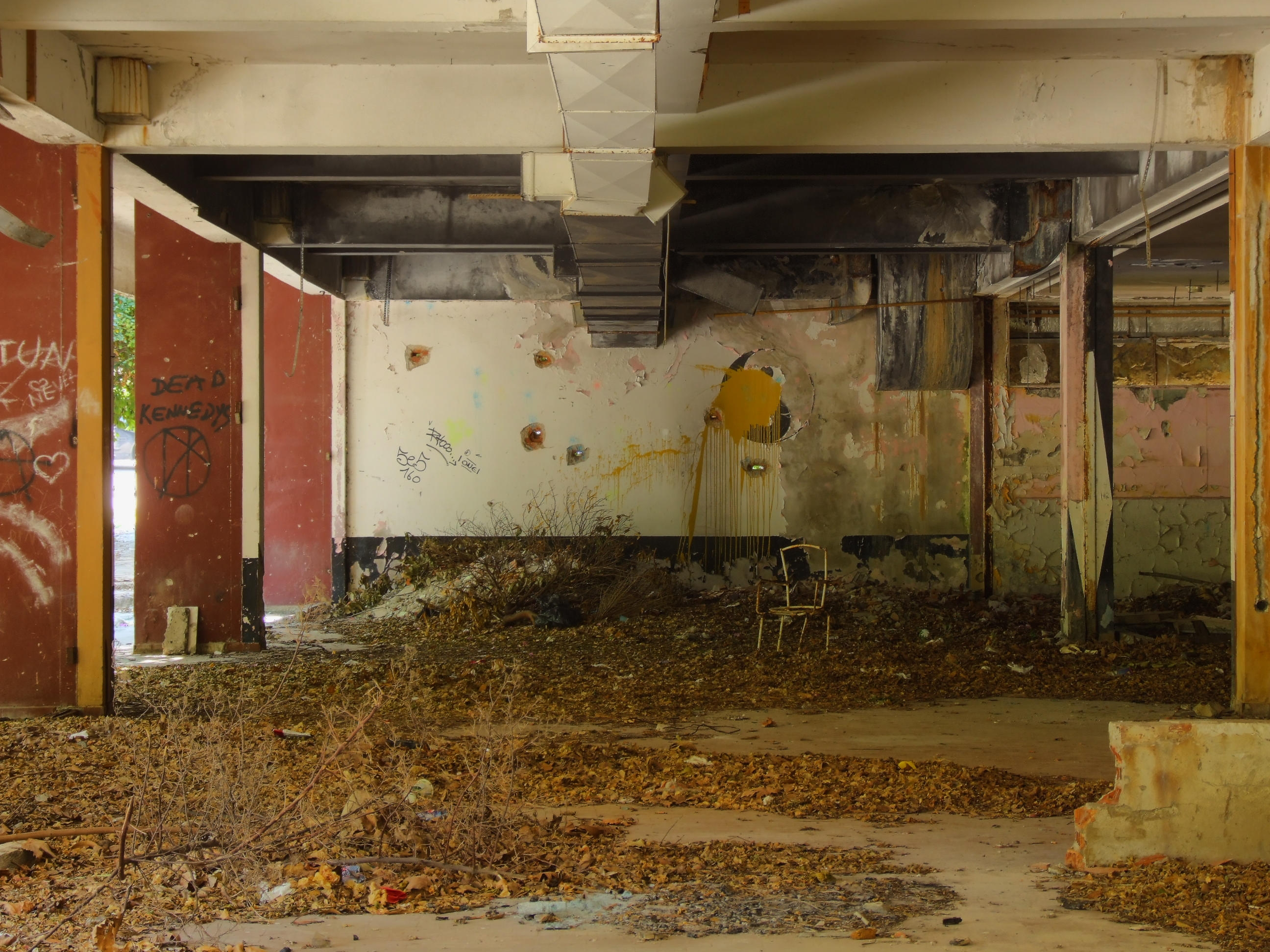
Hotel Srebreno après la guerre

Les forces croates dans ce secteur étaient non seulement en infériorité numérique, mais ne possédaient quasiment aucun armement lourd.
Côté croate, la 163e brigade d’infanterie constituait l’unique force militaire en présence, mais celle-ci était démunie de chars de combat et d’artillerie lourde. Avec l’aide des forces de police locales et d’un groupe d’intervention de 30 hommes, et des défenseurs volontaires, les forces croates étaient au nombre de 1 500 personnes. Vers la fin de l’année, la défense de Dubrovnik fut renforcée par la 9e compagnie des volontaires du HOS.
De l’autre côté, les assiégeants étaient constitués de plusieurs brigades monténégrines de l’armée populaire yougoslave ainsi que la défense territoriale représentant entre 7 400 et 20 000 combattants, avec chars de combat et artillerie lourde, et quelques unités de la JNA stationnées en Herzégovine orientale. La marine militaire yougoslave assurait un blocus de la côte, empêchant tout ravitaillement important par voie maritime.
Le siège de la ville fut dirigé par des cadres militaires monténégrins, il fut présenté à l’opinion publique monténégrine sous forme d’une opération de « guerre pour la paix », argumentant que les forces croates constituées de 30 000 oustachis appuyés par des mercenaires kurdes allaient envahir à tout instant le Monténégro.

## Les premières attaques
Le 1er octobre 1991, les régiments de l’armée populaire yougoslave (JNA) renforcés par la mobilisation du 16 septembre, ainsi que les forces stationnées au sud est de la Bosnie-Herzégovine passent à l’attaque et occupent la péninsule de la Prevlaka, Konavle, la ville de Cavtat et les environs de Dubrovnik.
Les habitations de la région sont pillées, une partie de la population trouve refuge dans la vieille ville de Dubrovnik, les autres sont évacués dans les périodes de cessez-le-feu par voie maritime vers le nord de la Croatie ou vers l’Italie. 
L’aéroport de Dubrovnik est entièrement saccagé, ses équipements de maintenance, de radio navigation et communication sont démontés et transférés au Monténégro. (En 2006, à la suite de sa proclamation d’indépendance, le Monténégro, s’est engagé à payer des dommages de guerre et à restituer les biens et œuvres d’art volés).
La médiatisation du conflit et l’indignation soulevée par les bombardements et destructions de la vieille cité et la résistance des combattants croates, ne permirent pas aux troupes monténégrines de la JNA, une prise de la vieille citadelle.

## Le siège
Le siège de la ville fut très médiatisé, ce qui passa au second plan la bataille de Vukovar, bien plus brutale et sanglante.
La vieille ville subissait à la fois les bombardements de l’artillerie placée sur les flancs des montagnes environnantes, mais aussi ceux de la marine de guerre yougoslave qui maintenait également un embargo très hermétique en patrouillant au large avec ses navires.
La première victime des bombardements fut une personnalité de la ville, le poète serbe Milan Milišić (en).
Le 6 décembre 1991, fut la journée la plus tragique pour ses habitants, on y recensa à la suite des bombardements 13 morts et 60 blessés.
Le dernier cessez-le-feu entra en vigueur à la fin de l’année 1991 et les bombardements cessèrent.
Durant cette période d’accalmie, une partie de l’armée populaire yougoslave (JNA) quitta la Croatie pour s’installer en Bosnie-Herzégovine, où la guerre débuta au mois d’avril 1992.
Un nombre important d’unités ayant participé au siège de Dubrovnik se retrouva dans les opérations militaires dans la région de Mostar (Herzégovine).

## Conséquences

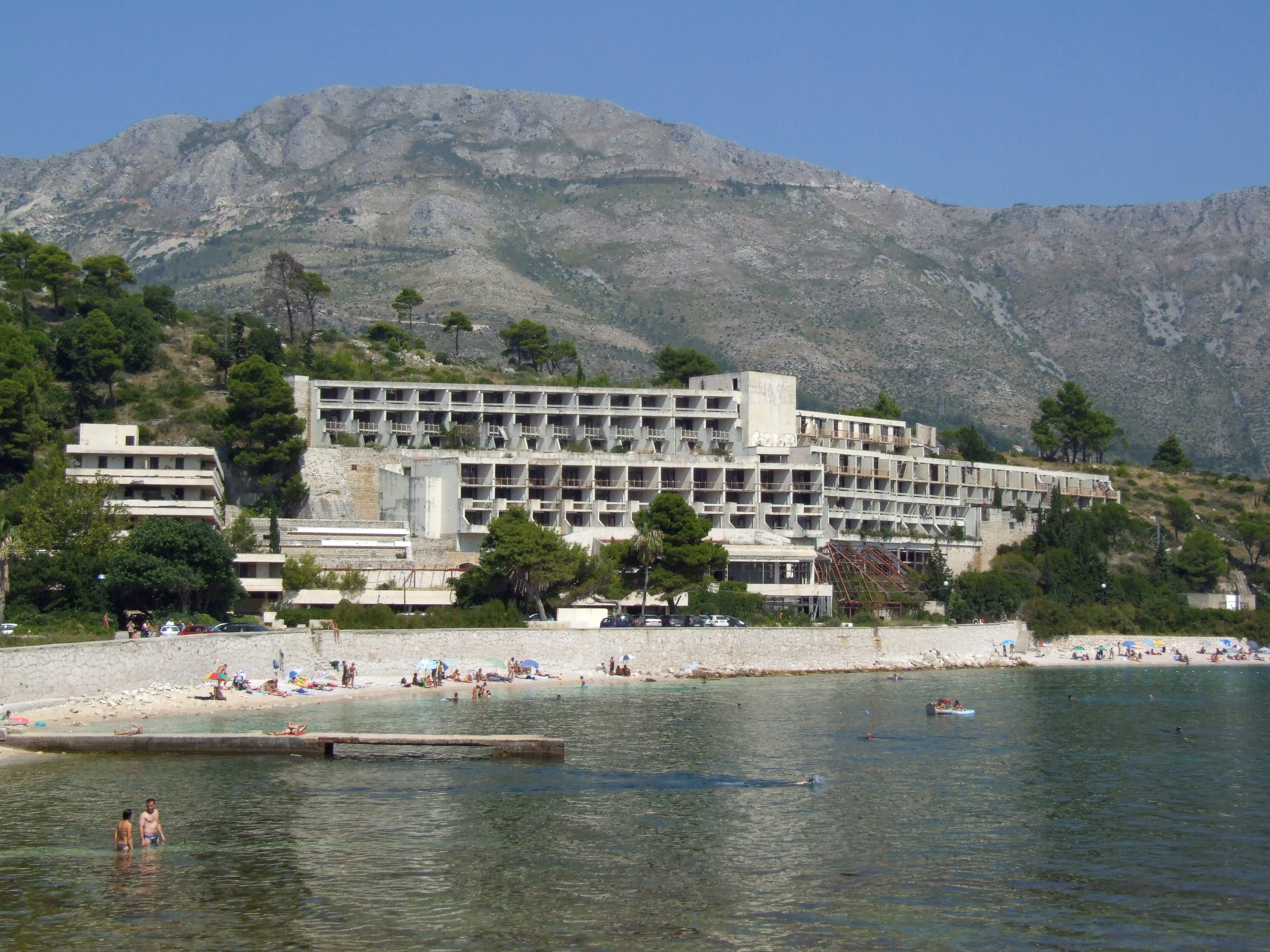
Kupari - Les dommages de guerre

La ville et ses alentours sont redevenus depuis l’an 2000 une destination phare pour les touristes du monde entier. Les dommages de guerre ont été effacés et la péninsule de Prevlaka est de nouveau sous souveraineté croate.
Le Monténégro, par l’intermédiaire de son président Milo Đukanović, présenta en 2000 des excuses pour toutes les exactions et destructions engendrées par les militaires monténégrins lors du siège de la ville et souhaite entretenir de nouveau avec la Croatie des relations de bon voisinage.

## Inculpations pour crime de guerre

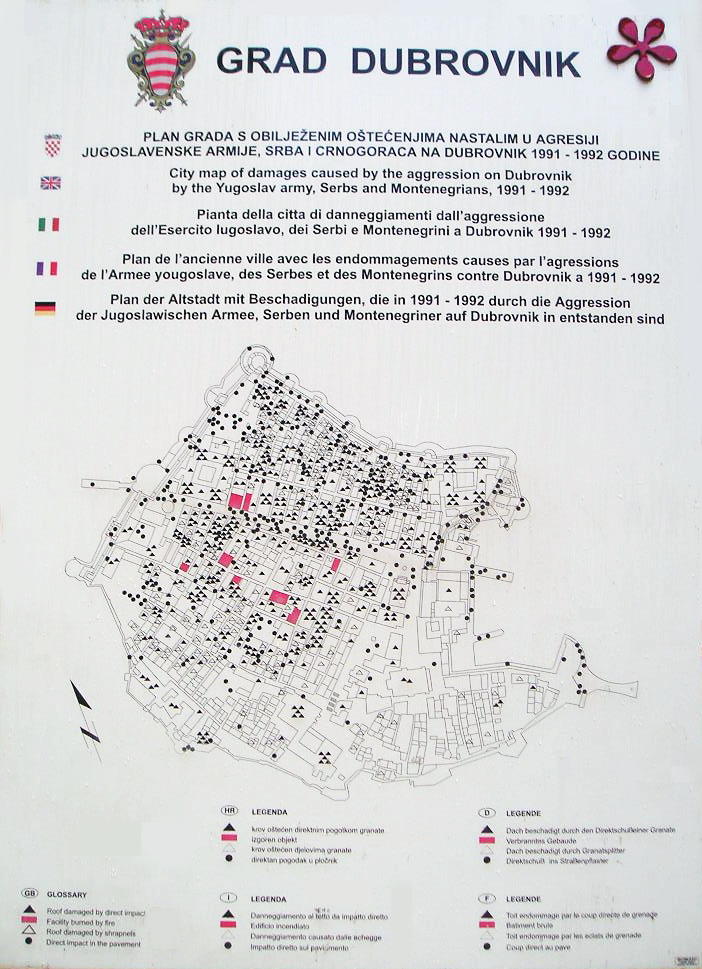
Plan de l’ancienne ville avec les endommagements causés par les troupes yougoslaves, serbes et montenegrines contre Dubrovnik de 1991 à 1992

Quatre généraux de l’armée populaire yougoslave, Veljko Kadijević, Blagoje Adžić, Borisav Jović i Aleksandar Vasiljević et le président serbe, Slobodan Milošević furent inculpés pour crimes de guerre lors du siège de Dubrovnik.
Le général Pavle Strugar (en) fut condamné à 15 ans de prison pour son rôle lors du bombardement de la ville.
Le commandant de la marine militaire yougoslave, l'amiral Miodrag Jokić (en), fut condamné à 7 ans d’emprisonnement.
Vladimir Kovačević, commandant du 3e bataillon de la 372e brigade motorisée de l’armée populaire yougoslave (JNA) également inculpé avec Pavle Strugar (en), fut jugé par un tribunal local serbe.